# François Duvalier

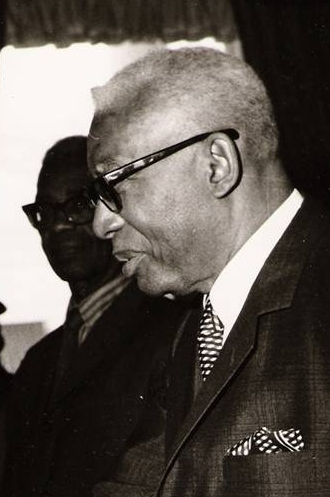
François Duvalier, 1968.

François Duvalier, auch Papa Doc genannt (* vermutlich 14. April 1907 in Port-au-Prince; † 21. April 1971 ebenda), war ein haitianischer Politiker und Diktator. Duvalier trat sein Amt als Präsident Haitis am 22. Oktober 1957 an. Nachdem er Mitte 1958 einen Putschversuch überlebt hatte, beseitigte er zunächst seine politischen Gegner in den Streitkräften und unternahm in der Folgezeit alles, um das Militär als Machtfaktor in Haiti entweder unter seine vollständige Kontrolle zu bekommen oder auszuschalten. Duvalier erließ eine neue Verfassung und gewann dann die Wahl 1961 mit dem amtlichen Endergebnis von 1,32 Millionen Stimmen für Duvalier bei nicht einer einzigen Gegenstimme. Duvaliers Regime hielt das Land bis zu seinem Tod im Griff. Seinen 19-jährigen Sohn Jean-Claude Duvalier („Baby Doc“) setzte er als Nachfolger ein.

## Leben

### Jugendzeit und politischer Werdegang
François Duvalier wurde in der haitianischen Hauptstadt Port-au-Prince geboren. Sein genaues Geburtsdatum kann wegen unzureichender Aufzeichnungen nur annäherungsweise bestimmt werden. Sein Vater, der als Lehrer und Richter seinen Lebensunterhalt verdiente, ließ ihn die Oberschule Lycée Pétion besuchen.
Duvalier studierte anschließend in Port-au-Prince Medizin und praktizierte dann vorwiegend in den ländlichen Gebieten Haitis als Arzt, reiste durch die Provinz und erhielt auf diese Weise Einblicke in das Leben der Landbevölkerung und in die Bedeutung des Voodoo für deren Alltag. In seiner Landklinik war er sehr beliebt, da er im Kampf gegen Typhus, Frambösie und andere schwere Krankheiten wertvolle Beiträge leistete. Er heiratete 1939 Simone Ovide und wurde 1946 Generaldirektor des staatlichen Gesundheitsdienstes im Rahmen eines US-finanzierten Antiseuchenprogramms.
1949 wurde er Minister für Gesundheit und Arbeit. Nachdem er sich dem Putsch von Paul Magloire entgegengestellt hatte, musste er untertauchen, bis 1956 eine Amnestie erlassen wurde.

### Machtübernahme
Nach dem Rückzug der Militärs aus dem politischen Leben fanden im Jahre 1957 Präsidentschaftswahlen statt. Die meisten Kandidaten wandten im Wahlkampf unsaubere Mittel an, um den Wahlausgang zu manipulieren. Konnten die anderen Kandidaten durch ihren Einfluss verschiedene Bevölkerungsgruppen zu Streiks und Protestmärschen aufwiegeln, so war François Duvalier keine Ausnahme: Er hatte Einfluss auf die Gewerkschaft der Lkw- und Busfahrer und konnte nach seinem Gutdünken in ganz Haiti den Verkehr lahmlegen. Nachdem – bis auf einen weiteren Kandidaten – alle anderen vorzeitig aufgegeben hatten, gewann der gemeinhin als Marionette der Militärs betrachtete Duvalier mit über 70 % der abgegebenen Stimmen die Wahlen am 22. September 1957. Obgleich es bei dieser Wahl zu gewissen Unregelmäßigkeiten kam, herrschte kein Zweifel daran, dass das Wahlergebnis dem Willen der Bürger entsprach.

### Konsolidierung der Macht
Duvalier trat sein Amt als Präsident Haitis am 22. Oktober 1957 an. Nachdem er am 28. Juli 1958 einen Putschversuch überlebt hatte, beseitigte er zunächst seine politischen Gegner in den Streitkräften und unternahm in der Folgezeit alles, um das Militär als Machtfaktor in Haiti entweder unter seine vollständige Kontrolle zu bekommen oder auszuschalten. Nach wenigen Jahren gelang es ihm durch eine Personalpolitik, die alle Schlüsselstellen seinen Vertrauten zuwies und die Befehlshaberposten in rascher Folge neu besetzte, die Streitkräfte politisch vollständig der Staatsführung unterzuordnen. Um weitere Putsche gegen sich zu verhindern, verlegte er das Waffen- und Gerätearsenal des Militärs in den Präsidentenpalast (ein gewagter Schritt, war doch bereits einmal in der haitianischen Geschichte der als Arsenal missbrauchte Präsidentenpalast in die Luft gesprengt worden). Für seinen persönlichen Schutz war zusätzlich noch eine Präsidentengarde verantwortlich.
Vor allem aber schufen er und Clément Barbot (den er umgehend töten ließ, als Barbot dieses Instrument gegen Duvalier selbst zu richten versuchte) 1959 eine eigene Miliz, bekannt als die VSN (Volontaires de la Sécurité Nationale), um seine Macht auch außerhalb der Hauptstadt zu sichern. Die Angehörigen dieser Truppe waren in Haiti als die Tontons Macoutes gefürchtet (mit dem Tonton Macoute, dem „Onkel Menschenfresser“ oder „Onkelchen mit dem Sack“, der Kinder in seinen Sack steckt und mitnimmt, droht man in Haiti unfolgsamen kleinen Kindern). Weil niedere Chargen dieser Truppe keinen amtlichen Sold empfingen, mussten die Anfang der 1960er Jahre Tausenden Tontons Macoutes ihren Lebensunterhalt durch kriminelle Betätigung wie etwa Erpressung bestreiten.
Duvalier erließ eine neue Verfassung und gewann dann die Wahl am 30. April 1961 mit dem amtlichen Endergebnis von 1,32 Millionen Stimmen für Duvalier ohne eine einzige Gegenstimme. Die New York Times beurteilte dies daraufhin als den größten Wahlbetrug in der Geschichte Lateinamerikas.
Seine Macht stützte Duvalier auf die schwarze Unter- und Mittelschicht, die er gegen die mulattische Oberschicht sowohl förderte als auch bei Gelegenheit als Druckmittel einsetzte – etwa als die mulattischen Geschäftsinhaber zum Zweck, „Papa Docs“ Herrschaft zu destabilisieren, sich anschickten, ihre Läden für eine Anzahl von Tagen zu schließen, woraufhin Duvalier die Läden zur Plünderung freigab. Den Voodoo-Glauben der Armen instrumentalisierte er für seine Zwecke, indem er verbreiten ließ, dass er der Todesgeist Baron Samedi sei, ein auf Friedhöfen lebender Loa (Voodoo-Geist), und dass übernatürliche Kräfte ihn schützten. Effektiv unterstützt hat er die schwarze Mittelschicht bei alledem nicht: Wegen der allgegenwärtigen Korruption und des Fehlens jeder Perspektive erlebte Haiti während seiner Amtszeit durch einen wahren Exodus haitianischer Akademiker eine ausgesprochene Talentflucht.
Duvalier betrieb eine Kampagne gegen die oppositionellen Kommunisten, bei der diese entweder ins Exil gedrängt oder ermordet wurden. Am 28. April 1969 erließ Duvalier ein Gesetz, welches „kommunistische Aktivitäten, egal welcher Form“, als Verbrechen gegen die Staatssicherheit einordnet. Hierauf stand die Todesstrafe.
Die nicht weniger als neun Umsturzversuche in seiner Amtszeit ließ Duvalier mit brutaler Gewalt niederschlagen; seine Vergeltungsschläge kosteten mitunter sehr viel mehr Unbeteiligte das Leben als tatsächlich Schuldige. Innerhalb des Landes veranlasste Duvalier zahlreiche politische Morde, die durch die Tonton Macoutes ausgeführt wurden, und ließ seine Rivalen verschwinden. Fort Dimanche in Port-au-Prince wurde in den 1960er-Jahren zum Folter- und Hinrichtungszentrum des Duvalier-Regimes. Man schätzt, dass 30.000 Menschen dem repressiven Regime zum Opfer fielen. Angriffe auf Duvalier aus den Reihen des Militärs wurden besonders ernst genommen. Als 1967 nahe dem Präsidentenpalast Bomben detonierten, hatte das die Hinrichtung von 20 Mitgliedern der Präsidentengarde zur Folge.
Am 22. Juni 1964 wurde Duvalier offiziell Präsident auf Lebenszeit und betrieb durch die Errichtung von Monumenten und Denkmälern einen Personenkult. Vorübergehend wurden die Farben der haitianischen Flagge als Hommage an die durch ihn verkörperte „Revolution der Schwarzen“ von blau-rot auf schwarz-rot geändert. Duvalier verglich sich nacheinander mit Lenin, Jesus Christus und Jean-Jacques Dessalines – dem haitianischen Staatsgründer und Kaiser von Haiti von 1804 bis 1806 – und sah sich als Verkörperung Haitis selbst („Je suis le drapeau haïtien, une et indivisible“ – „Ich bin das Banner Haitis, eins und unteilbar“). Wie einige seiner Vorgänger ließ Duvalier häufig gerüchteweise verbreiten, möglicherweise wieder die Monarchie mit einem Kaiser einführen zu wollen.

### Korruptionsvorwürfe
Duvalier wurde von John F. Kennedy wegen Korruptionsvorwürfen und wegen seines Images als blutrünstiger Diktator unter Druck gesetzt, ferner auch deswegen, weil Duvalier zu Beginn seiner Amtszeit bei verschiedenen Gelegenheiten die Absicht geäußert hatte, sich enger an die UdSSR anzulehnen, und außerdem, weil Duvalier den Panafrikanismus unterstützte. Hilfsgüter wurden 1962 offiziell nicht mehr nach Haiti geschickt. Andere Geldgeber, wie etwa die UNO, machten ihre finanzielle Unterstützung allerdings nicht von der Frage der Blutrünstigkeit oder Korruptionsgeneigtheit Duvaliers abhängig und kontrollierten den Verbleib der Gelder auch nicht konsequent, weshalb das meiste davon auf Nummernkonten im Ausland landete. Nach Kennedys Tod änderte sich das Verhältnis zwischen Duvalier und der US-Regierung, die ihn von nun an unterstützte.
Duvalier, der als Musterbeispiel eines Kleptokraten galt, betrachtete den Staat als sein Privateigentum. Das schloss die Einwohner ein: Duvalier unternahm es, mit dem Präsidenten der Dominikanischen Republik, Joaquín Balaguer, ein Übereinkommen abzuschließen, wonach jährlich 20.000 haitianische Saisonarbeiter in der Dominikanischen Republik zu unerträglichen Bedingungen für einen Hungerlohn arbeiteten, von welchem ein guter Teil Duvalier direkt zufloss. Diese Praxis wurde im Ausland vielfach als moderne Sklaverei wahrgenommen und bezeichnet.
Als Duvalier den Plan fasste, außerhalb von Port-au-Prince ein haitianisches Brasília namens Duvalierville zu schaffen, zeigte er sich in der Erschließung immer neuer Steuerquellen ausgesprochen erfindungsreich. Auf die staatliche, von Duvalier ebenfalls für private Zwecke ausgeplünderte Tabakgesellschaft wurden zahlreiche weitere Monopole vereinigt. Die Einhaltung dieser Monopole wie auch die Steuererhebung wurde durch die Tonton Macoutes sichergestellt. Von Duvalierville blieben einige Bauruinen im Urwald sowie eine weitere Bereicherung Duvaliers, der das Projekt Duvalierville möglicherweise lediglich als Vorwand zur weiteren Schröpfung seiner Untertanen ersonnen hatte.

### Konflikt mit der Dominikanischen Republik
Im April 1963 entging Haiti nur knapp dem Angriff durch seinen Nachbarstaat, die Dominikanische Republik. Nach einem Anschlag auf zwei seiner Kinder hetzte Duvalier die Tonton Macoutes gegen alle, die ihm verdächtig erschienen. Einer der Verdächtigen entkam in die Botschaft der Dominikanischen Republik, die Duvalier daraufhin stürmen lassen wollte. Juan Bosch, der dominikanische Präsident, drohte daraufhin augenblicklich mit einer militärischen Intervention. Bosch, der den Druck auf Haiti aufrechterhielt und auf seine Einladung hin amerikanische Kriegsschiffe vor der haitianischen Küste kreuzen ließ, hätte Duvalier fast veranlasst, in das Exil zu fliehen. Zu Duvaliers Glück wurde Bosch sehr bald darauf durch einen Militärputsch in Santo Domingo entmachtet.

### Tod
Duvaliers Regime hielt das Land bis zu seinem Tod Anfang 1971 im Griff. Seinen 19-jährigen Sohn Jean-Claude Duvalier („Baby Doc“) setzte er noch als Nachfolger ein, nachdem er kurz davor das Mindestalter für einen Präsidenten von 40 auf 20 Jahre herabgesetzt hatte. In einem Referendum sprach die Bevölkerung sich mit amtlichen 2.391.916 Ja-Stimmen, ohne eine einzige Gegenstimme, für Jean-Claude Duvalier als Nachfolger aus. Die Herrschaft des Sohnes wurde zusätzlich dadurch gesichert, dass Duvalier mit den äußeren Mächten Konsens über die Nachfolge erzielte. So kreuzten nach „Papa Docs“ Ableben US-amerikanische Kriegsschiffe vor der haitianischen Küste, um exilierte haitianische Oppositionsgruppen von einem Sturz der Diktatur abzuhalten. Im Inneren sicherte Luckner Cambronne den reibungslosen Übergang der Macht vom Vater auf den Sohn.